# Сборная Судана по футболу
Сбо́рная Суда́на представляет Судан  на международных футбольных турнирах и в товарищеских матчах. Управляющая организация — Суданская ассоциация футбола. Ни разу не принимала участия на чемпионате мира по футболу. В 1970 году становилась чемпионом в Кубке африканских наций.

## Кубок африканских наций
| - 1957 — 3 место - 1959 — 2 место - 1962 — не прошла квалификацию - 1963 — 2 место - 1965 — не прошла квалификацию - 1968 — не прошла квалификацию - 1970 — 1 место - 1972 — групповой этап - 1974 — не прошла квалификацию - 1976 — групповой этап - 1978 — снялась с соревнований - 1980 — не прошла квалификацию - 1982 — не участвовала - 1984 — не прошла квалификацию - 1986 — снялась с соревнований - 1988 — не прошла квалификацию - 1990 — не прошла квалификацию |  | - 1992 — не прошла квалификацию - 1994 — не прошла квалификацию - 1996 — не прошла квалификацию - 1998 — снялась с соревнований - 2000 — не участвовала - 2002 — не прошла квалификацию - 2004 — не прошла квалификацию - 2006 — не прошла квалификацию - 2008 — групповой этап - 2010 — не прошла квалификацию - 2012 — четвертьфинал - 2013 — не прошла квалификацию - 2015 — не прошла квалификацию - 2017 — не прошла квалификацию - 2019 — не прошла квалификацию - 2021 — групповой этап - 2023 — не прошла квалификацию |

## Известные игроки
- Атта Гобара
- Ибрагим Мустафа
- Ибрагим Хуссейн
- Захир Абдель Гани
- Идрис Хатир